# Plan Worek

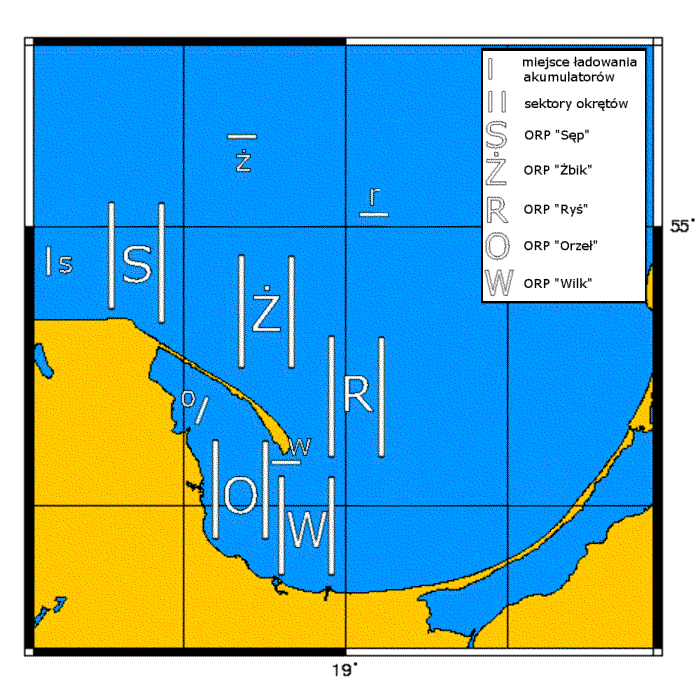
Secteurs des sous-marins polonais tels que définis dans le plan Worek.
Légende: - secteur de chargement des batteries. - Secteur d’opération

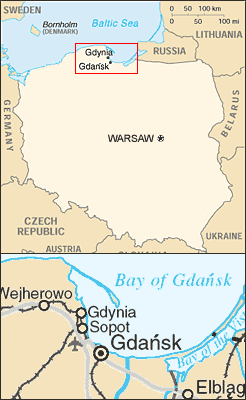
Zone opérationnelle du plan Worek sur la carte de la Pologne.

Le plan Worek (ou opération Worek, en polonais : plan Worek, littéralement plan Sac) était une opération de la marine polonaise dans les premiers jours de la Seconde Guerre mondiale, où ses cinq sous-marins formèrent un écran afin d'empêcher les forces navales allemandes de mener à bien des débarquements sur la côte polonaise, et d'empêcher les navires ennemis de bombarder les fortifications côtières polonaises, en particulier la péninsule de Hel fortifiée. 
L'opération ne servit à rien, car les Allemands n'avaient pas de plans pour des débarquements par la mer. Il obligea les sous-marins à opérer dans un espace confiné près de la côte, dans des eaux peu profondes, ce qui les rendit vulnérables aux puissantes forces anti-sous-marins ennemies. Par conséquent, malgré un certain nombre de tentatives, les sous-marins furent incapables de couler directement des navires ennemis pendant l'opération, même si une mine placée par le Żbik coula un dragueur de mines allemand. Aucun sous-marin polonais ne fut perdu à la suite de l'action de l'ennemi, mais ils subirent l'usure progressive, et les problèmes techniques, ce qui obligea les commandants des sous-marins de mettre fin à leurs actions, et terminant par la même l'opération au milieu du mois de septembre 1939.

## Le plan
Le plan fut mis au point pour les cinq sous-marins polonais, l'Orzeł (Aigle), le Wilk (Loup), le Sęp (Vautour), le Żbik (chat sauvage) et le Ryś (Lynx), dans le cas où des forces de surface ennemies supérieures auraient pris le contrôle de la mer Baltique (la marine de surface polonaise ne se composait que de quatre destroyers et quelques mouilleurs de mines). 
Les sous-marins devaient opérer près de la côte polonaise, dans la région de la baie de Gdańsk et de la péninsule de Hel. Ils devaient engager les navires ennemis qui bombarderaient la côte polonaise ou tenteraient de débarquer des forces. Le plan déclarait explicitement que les sous-marins devaient agir conformément au droit international, et les navires non armés devaient être prévenus avant d'être attaqués. 
L'Orzeł devait prendre la position la plus à l'intérieur de la baie de Gdansk, entre Jastarnia et l'estuaire de la Vistule. À l’est de l’Orzeł, dans l'entrée de la baie, se trouverait le Wilk. Les trois autres sous-marins devaient opérer au nord de la baie de Gdańsk: le Sęp était plus à l'ouest près de Rozewie, le Ryś était le plus à l'est, et le Żbik au milieu. Ils avaient des zones séparées pour recharger les batteries pendant la nuit: l’Orzeł encore plus à l’intérieur de la baie de Gdańsk, et les autres navires au nord de leur position.

## Son exécution
Le plan Worek fut mis en œuvre avec l'invasion allemande de la Pologne le 1er septembre 1939. Plusieurs heures après le début des hostilités, les sous-marins reçurent des instructions par radio pour ouvrir les enveloppes contenant les ordres pour mettre en œuvre le plan Worek. Dans la soirée du même jour, le dernier sous-marin (le Sęp) arriva dans son secteur. 
Tous les sous-marins tentèrent d'engager les forces allemandes, mais ils échouèrent tous : les forces allemandes avaient la supériorité numérique et étaient appuyées par les unités de la Luftwaffe. Bien que les sous-marins polonais furent souvent attaqués avec des charges de profondeur, aucun ne fut détruit. Finalement, après une série d'attaques sans aucun succès des deux côtés, les commandants des sous-marins polonais prirent individuellement la décision d'abandonner leur secteur.

## Conséquences

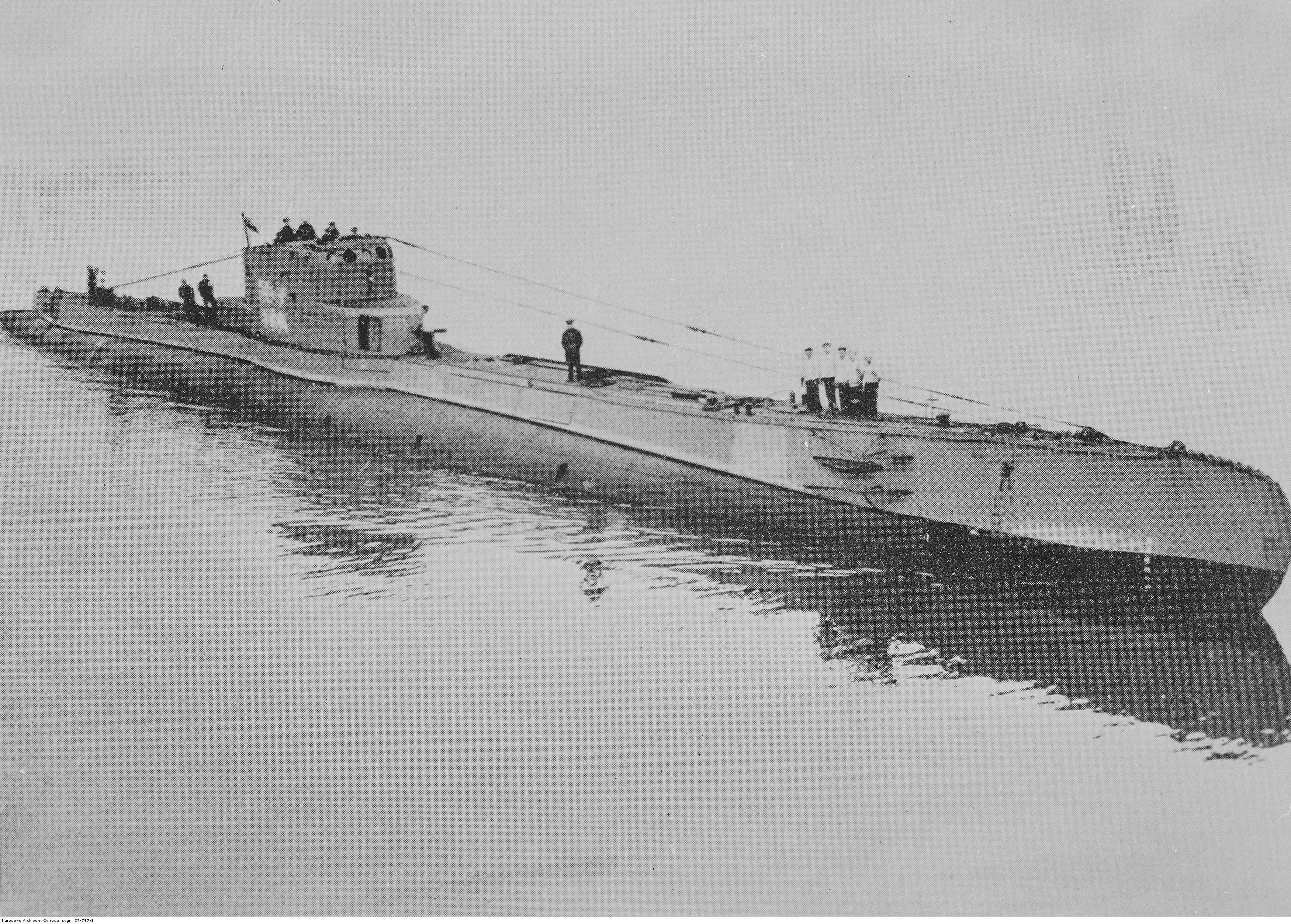
L'Orzeł, un des sous-marins du plan Worek.

L’Orzeł abandonna son secteur le 4 septembre et le 15 septembre s’amarra dans le port estonien de Tallinn pour des réparations (le droit international laisse 24 heures avant que le navire soit interné). Le navire était en état de naviguer et après que les Estoniens tentèrent d’en prendre le contrôle, il s'échappa et atteignit le Royaume-Uni le 14 octobre: cet événement est connu comme l'incident de l'Orzeł. Il fut finalement coulé en 1940. 
Le Ryś, endommagé et incapable d’engager les unités allemandes, fut finalement interné dans un port suédois le 17 septembre. 
Le Sęp fut gravement endommagé par un destroyer allemand le 2 septembre. Il abandonna le plan Worek au 4e et se dirigea vers la Suède, où lui et son équipage furent internés le 17 septembre. 
Le Wilk fut le premier sous-marin polonais à arriver au Royaume-Uni. Contrairement à l’Orzeł, son capitaine décida de ne pas accoster dans un port continental et risquer l'internement, mais de faire route directement vers les îles Britanniques, où le Wilk arriva le 20 septembre. Il survécut à la guerre.
Le Żbik coula indirectement un navire allemand au cours de la campagne. Le 1er octobre, une des mines qu'il avait mouillées coula le dragueur de mines allemand M-85. De plus en plus endommagé et en manque de provisions, il fut interné dans un port suédois de 25 septembre.

## Évaluation
Les Allemands n'avaient pas l'intention d'effectuer les débarquements pour lequel le plan Worek avait été conçu. En outre, seuls deux sous-marins sur les cinq purent se rendre dans un port allié (Grande-Bretagne). Rétrospectivement, certains historiens militaires ont fait valoir que d'une manière beaucoup plus efficace pour déployer les sous-marins polonais aurait été de les envoyer dans la mer Baltique pour attaquer les navires allemands.